# Championnat du monde amateur de bodybuilding
 (décembre 2016).
Si vous disposez d'ouvrages ou d'articles de référence ou si vous connaissez des sites web de qualité traitant du thème abordé ici, merci de compléter l'article en donnant les références utiles à sa vérifiabilité et en les liant à la section « Notes et références ».
 (décembre 2016).
Le Championnat du monde amateur de bodybuilding (anciennement IFBB M. Univers) est une compétition de bodybuilding organisée par la Fédération internationale de bodybuilding et fitness (IFBB) et organisée pour la première fois en 1959. La compétition a pris le nom actuel en 1976, pour éviter toute confusion avec la compétition Mister Univers[réf. nécessaire] organisée par la NABBA.

## Palmarès

### Hommes

#### Musculation
| Année | Localisation                | Vainqueur toutes catégories | Pays               |
| ----- | --------------------------- | --------------------------- | ------------------ |
| 1959  | Montréal                    | Eddie Sylvestre             | Mexique            |
| 1960  | Montréal                    | Chuck Sipes                 | États-Unis         |
| 1961  | Pas de compétition          | Pas de compétition          | Pas de compétition |
| 1962  | New York                    | George Eiferman             | États-Unis         |
| 1963  | New York                    | Harold Poole                | États-Unis         |
| 1964  | New York                    | Larry Scott                 | États-Unis         |
| 1965  | New York                    | Earl Maynard                | Barbade            |
| 1966  | New York                    | Dave Draper                 | États-Unis         |
| 1967  | Montréal                    | Sergio Oliva                | Cuba               |
| 1968  | Miami                       | Frank Zane                  | États-Unis         |
| 1969  | New York                    | Arnold Schwarzenegger       | Autriche           |
| 1970  | Belgrade                    | Franco Columbu              | Italie             |
| 1971  | Paris                       | Albert Beckles              | Barbade            |
| 1972  | Bagdad                      | Ed Corney                   | États-Unis         |
| 1973  | Genève                      | Lou Ferrigno                | États-Unis         |
| 1974  | Vérone                      | Lou Ferrigno                | États-Unis         |
| 1975  | Pretoria                    | Ken Waller                  | États-Unis         |
| 1976  | Montréal                    | Roger Walker                | Australie          |
| 1977  | Nîmes                       | Kalman Szkalak              | Hongrie            |
| 1978  | Acapulco                    | Mike Mentzer                | États-Unis         |
| 1979  | Columbus (Ohio)             | David Souza                 | États-Unis         |
| 1980  | Manille                     | Harry Sack                  | États-Unis         |
| 1981  | Le Caire                    | Lance Dreher                | États-Unis         |
| 1982  | Bruges                      | Dale Ruplinger              | États-Unis         |
| 1983  | Singapour                   | Bob Paris                   | États-Unis         |
| 1984  | Las Vegas, États-Unis       | Mike Christian              | États-Unis         |
| 1985  | Göteborg, Suède             | David Souza                 | États-Unis         |
| 1986  | Tokyo, Japon                | Ralf Möller                 | Allemagne          |
| 1987  | Madrid, Espagne             | Mohamed Benaziza            | Algérie            |
| 1988  | Brisbane, Australie         | Premchand Degra             | Inde               |
| 1989  | Paris, France               | Jean-Luc Favre              | Suisse             |
| 1990  | Kuala Lumpur, Malaisie      | Tommy Rodrigues             | Australie          |
| 1991  | Katowice, Pologne           | Tommy Rodrigues             | Australie          |
| 1992  | Graz, Autriche              | David Souza                 | États-Unis         |
| 1993  | Séoul, Corée du Sud         | Clany D'Souza               | États-Unis         |
| 1994  | Shanghai, Chine             | Clany D'Souza               | États-Unis         |
| 1995  | Guam, États-Unis            | Agathoklis Agathokleous     | Chypre             |
| 1996  | Amman, Jordanie             | Jeno Kiss                   | Hongrie            |
| 1997  | Prague, République tchèque  | Ahmad Haidar                | Liban              |
| 1998  | İzmir, Turquie              | Hamdullah Aykutlug          | Turquie            |
| 1999  | Bratislava, Slovaquie       | Jaroslav Horvath            | Slovaquie          |
| 2000  | Malacca, Malaisie           | Sergey Dmitriev             | Biélorussie        |
| 2001  | Rangoun, Birmanie           | Thomas Scheu                | Allemagne          |
| 2002  | Le Caire, Egypte            | Jose Carlos Santos          | Brésil             |
| 2003  | Bombay, Inde                | El Shahat Mabrouk           | Égypte             |
| 2004  | Moscou, Russie              | Olegas Žuras                | Lituanie           |
| 2005  | Shanghai, Chine             | Dennis Wolf                 | Allemagne          |
| 2006  | Ostrava, République tchèque | Ali Tabrizi                 | Iran               |
| 2007  | Jeju, Corée du Sud          | Robert Piotrkowicz          | Pologne            |
| 2008  | Manama, Bahrein             | Ali Tabrizi                 | Iran               |
| 2009  | Doha, Qatar                 | Ali Tabrizi                 | Iran               |
| 2010  | Bakou, Azerbaïdjan          | Mohammed Touri              | Maroc              |
| 2011  | Bombay, Inde                | Sami Al-Haddad              | Bahreïn            |
| 2012  | Guayaquil, Equateur         | Salah Abufanas              | Libye              |
| 2013  | Oulan-Bator, Mongolie       | Azjargal                    | Mongolie           |

##### Catégories
De 1959 à 1969, la compétition est totalement ouverte et ne compte donc aucune catégorie. En 1970, trois catégories sont créés, basées sur la taille :
- Petits (moins de 165 cm),
- Moyens (moins de 173 cm),
- Grands (au-dessus de 173 cm)

En plus des vainqueurs par catégorie, la compétition comporte aussi la désignation d'un vainqueur toutes catégories. En 1976, les catégories basées sur la taille sont abandonnées au profit des catégories basées sur le poids. Ceux-ci ont changé au fil des ans, mais à partir de 2005, ils sont (poids entre parenthèses est le maximum pour cette catégorie):
- Poids coqs : jusqu'à 65 kg
- Poids léger : jusqu'à 70 kg
- Poids welters : jusqu'à 75 kg
- Poids super welters : jusqu'à 80 kg
- Poids moyens : jusqu'à 85 kg
- Poids mi-lourds : jusqu'à 90 kg
- Poids lourds : jusqu'à 100 kg
- Poids super-lourds : plus de 100 kg

Entre 1976 et 1995, la bourse n'a pas été attribuée. En 2006, vainqueur de prix ont été décernés dans les deux la musculation et classique de musculation des disciplines.

### Femmes

#### Bodybuilding
| Année | Toutes catégories      | Poids lourds          | Poids moyens           | Poids légers           | Junior                  | Junior - Poids lourds | Junior - Poids légers | Maîtres             | Trophée par équipe | Trophée de pose d'équipe | Meilleure amélioration | Bodybuilding   | Lieu                  |
| ----- | ---------------------- | --------------------- | ---------------------- | ---------------------- | ----------------------- | --------------------- | --------------------- | ------------------- | ------------------ | ------------------------ | ---------------------- | -------------- | --------------------- |
| 1983  |                        | Inger Zetterquist     |                        | Erika Mes              |                         |                       |                       |                     |                    |                          |                        |                | Londres, Royaume-Uni  |
| 1984  |                        | Clare Furr            |                        | Ellen Van Maris        |                         |                       |                       |                     |                    |                          |                        |                | Brisbane, Australie   |
| 1985  |                        | Dominique Darde       |                        | Juliette Bergmann      |                         |                       |                       |                     |                    |                          |                        |                |                       |
| 1986  |                        | Cathy Palyo           | Gundi Froder           | Renate Holland         |                         |                       |                       |                     |                    |                          |                        |                |                       |
| 1987  |                        | Janice Graser         | Renee Casella          | Charla Sedacca         |                         |                       |                       |                     |                    |                          |                        |                |                       |
| 1988  |                        | Laura Creavalle       | Veronica Dahlin        | Janet Tech             |                         |                       |                       |                     |                    |                          |                        |                |                       |
| 1989  |                        | Lenie Tops            | Lynn Lemieux           | Ina Lopulesa           |                         |                       |                       |                     |                    |                          |                        |                |                       |
| 1990  |                        | Yvonne Rosell         | Jutta Tippelt          | Zuzanna Korinkova      |                         |                       |                       |                     |                    |                          |                        |                |                       |
| 1991  |                        | Gabriella Szikszay    | Diana Gimmler          | Sally Gomez            |                         |                       |                       |                     |                    |                          |                        |                |                       |
| 1992  |                        | Yolanda Hughes-Heying | Skye Ryland            | Eva Sukupova           |                         |                       |                       |                     |                    |                          |                        |                |                       |
| 1993  |                        | Sabine Froschauer     | Frederique Auchart     | Veronique Gady         |                         |                       |                       |                     |                    |                          |                        |                |                       |
| 1994  |                        | Natalja Murnikoviene  | Karin Petz             | Christine Noel         |                         |                       |                       |                     |                    |                          |                        |                | Borlange, Suède       |
| 1995  | Beatrix Gluck          | Marjo Krishi          | Beatrix Gluck          | Jolo Sinclair          |                         |                       |                       |                     | Allemagne          | Belgique                 | Marjo Krishi           |                | Bruges, Belgique      |
| 1996  |                        | Zdenka Tvrda          | Inna Uit               | Iryna Petrenko         |                         |                       |                       |                     |                    |                          | États-Unis             |                | Rimini, Italie        |
| 1997  | Valentyna Chepiha      | Beate Drabing         | Valentyna Chepiha      | Peggy Schoolcraft      |                         |                       |                       |                     |                    |                          |                        |                | Bratislava, Slovaquie |
| 1998  | Susana Alonso          | Susana Alonso         | Tülay Caner-Ozbek      | Irina Muntean          |                         |                       |                       |                     |                    |                          |                        |                | Alicante, Espagne     |
| 1999  | Ewa Krynska            | Ewa Krynska           | Susanne Niederhauser   | Brigitte Schori        |                         |                       |                       |                     |                    |                          |                        |                | Sydney, Australie     |
| 2000  | Conny Junker           | Conny Junker          | Jana Purdjakova        | Natalia Proskouriakova |                         |                       |                       |                     |                    | Pologne                  |                        |                | Varsovie, Pologne     |
| 2001  | Barbora Mrazkova       | Olha Kolot            | Barbora Mrazkova       | Olena Alloyarova       |                         | Ekaterina Soursiakova | Michaela Kohutova     | Cornelia Junker     |                    |                          |                        |                |                       |
| 2002  |                        | Zdenka Razymova       | Irina Nicoleta Muntean | Natalia Proskouriakova | Michaela Kohutova       |                       |                       | Christine Brings    |                    |                          |                        |                |                       |
| 2003  |                        | Monica Muresan        | Jana Purdjakova        | Lori Helene Hayden     | Michaela Kohutova       |                       |                       | Pilar Alcaide       |                    |                          |                        |                |                       |
| 2004  |                        | Colette Nelson        | Jana Purdjakova        | Svetlana Lomachevskaya | Florina Cernat          |                       |                       | Erika Taksony       |                    |                          |                        |                |                       |
| 2005  | Svetlana Lomachevskaya | Agnieszka Ryk         | Jana Purdjakova        | Svetlana Lomachevskaya | Florina Cernat          |                       |                       | Alina Cepurniene    |                    |                          |                        |                |                       |
| 2006  | Claudia Partenza       | Elena Shportun        | Alina Cepurniene       | Claudia Partenza       | Florina Cernat          |                       |                       | Claudia Partenza    |                    |                          |                        |                |                       |
| 2007  | Elena Shportun         | Elena Shportun        |                        | Jana Purdjakova        | Erika Andresson         |                       |                       | Joanne Stewart      |                    |                          |                        |                |                       |
| 2008  | Alina Popa             | Alina Popa            |                        | Jana Purdjakova        | Syuzanna Balakina       |                       |                       | Violette Schwarz    |                    |                          |                        |                |                       |
| 2009  |                        | Simone Linay          |                        | Irina Nicoleta Muntean | Liliana Pall            |                       |                       | Violett Schwartz    |                    |                          |                        |                |                       |
| 2010  | Jana Purdjakova        | Jana Stockelova       |                        | Jana Purdjakova        | Melissa Geimer          |                       |                       | Violette Schwarz    |                    |                          |                        |                |                       |
| 2011  | Jana Purdjakova        | Nina Loebardt         |                        | Jana Purdjakova        | Liliana Pall            |                       |                       | Elena Stasiukyniene |                    |                          |                        |                |                       |
| 2012  | Rene Campbell          | Rene Campbell         |                        | Jana Purdjakova        | Sana Muslic             |                       |                       | Marina Nikotina     |                    |                          |                        |                |                       |
| 2013  |                        |                       |                        |                        | Beatrice Mihaela Serban |                       |                       | Natalia Vtyurina    |                    |                          |                        | Olga Beliakova |                       |

## Lauréats de la médaille
Liste des médaillés du Championnat du monde amateur de bodybuilding